# ANZUS
Australia-New Zealand-United States Defence Treaty and Council (ANZUS eller Stillahavspakten) är en militär allians mellan Australien, Nya Zeeland och USA. Den undertecknades 1 september 1951 och trädde i kraft i april 1952. Dess högkvarter är beläget i Canberra i Australien.
Huvudpunkterna i fördraget är: De fördragsslutande parterna förbinder sig att såväl var för sig som genom ömsesidig hjälp upprätthålla och utveckla sin individuella förmåga att motstå ett väpnat angrepp. Parterna skall vidare konsultera varandra närhelst någon parts territoriella integritet, politiska oberoende eller säkerhet hotas i Stilla havet.
Det avgörande för biståndsplikten lyder: "Varje part erkänner att ett väpnat angrepp i Stillahavsområdet mot en av de andra parterna vore en fara för den egna freden och säkerheten och förklarar att den skall vidtaga åtgärder för att möta den gemensamma faran i överensstämmelse med sina författningsbestämmelser." 
Det finns alltså ingen absolut och automatisk förpliktelse att ingripa militärt, då en allianspartner blir utsatt för väpnat angrepp.
Fördraget löper på obestämd tid och varje land kan utträda ett år efter att det uttryckt sitt önskemål att göra så.